# Samy Badibanga
Samy Badibanga (ur. 12 września 1962 w Kinszasie) – kongijski polityk, premier Demokratycznej Republiki Konga od 17 listopada 2016 do 18 maja 2017.

## Życiorys
Samy Badibanga urodził się w 1962 w Kinszasie. W 1986 ukończył studia humanistyczne w instytucie Institut Supérieur des Sciences Humaines de Genève w Genewie, a następnie kształcił się w szkole wyższej Hoge Raad voor Diamant w Antwerpii oraz w instytucie International Gemological Institute w tym samym mieście.
W 1994 został członkiem honorowym Unii na rzecz Demokracji i Postępu Społecznego (UDPS). W latach 2009–2011 był doradcą przewodniczącego UDPS, Étienne'a Tshisekediego. Koordynował m.in. jego kampanię prezydencką w wyborach 28 listopada 2011, w których przegrał on z urzędującym prezydentem Josephem Kabilą. Równocześnie z wyborami prezydenckimi odbyły się wybory parlamentarne, w których UDPS zdobyła według oficjalnych wyników 42 miejsca w 500-osobowym Zgromadzeniu Narodowym. Wyniki wyborów zostały zakwestionowane przez lidera UDPS, Étienne'a Tshisekediego. Pomimo decyzji Tshisekediego o bojkocie nowo wybranego parlamentu, Badibanga przyjął mandat parlamentarny i stanął na czele frakcji UDPS, co doprowadziło do rozłamu w partii.
17 listopada 2016 został mianowany przez prezydenta Josepha Kabilę na stanowisko premiera Demokratycznej Republiki Konga. Jego nominacja była związana z porozumieniem politycznym kończącym kryzys polityczny w kraju. We wrześniu 2016 komisja wyborcza ogłosiła przesunięcie terminu wyborów prezydenckich z listopada 2016 na 2018 z powodu braku aktualnego spisu wyborców, zapowiadając jego aktualizację na lipiec 2017. Zgodnie z przepisami konstytucji urzędujący prezydent Joseph Kabila nie mógł ubiegać się o trzecią kadencję i jego mandat miał wygasnąć 20 grudnia 2016. Przeciwko decyzji komisji wyborczej opowiedziały się główne partie opozycyjne, zarzucając prezydentowi wolę przedłużenia swojego mandatu. W wyniku antyrządowych protestów zginęło co najmniej 49 osób. W październiku 2016 pod auspicjami Unii Afrykańskiej i ONZ zawarto porozumienie polityczne, w  ramach którego część partii politycznych zgodziła się na wydłużenie mandatu prezydenckiego Kabili do 2018, przy jednoczesnym zagwarantowaniu stanowiska szefa rządu dla przedstawiciela opozycji. Stanowisko to objął Samy Badibanga.
20 grudnia 2016 zaprzysiężony został gabinet Badibangi. Powołanie nowego rządu nie uspokoiło jednak nastrój społecznych i wywołało sprzeciw głównych partii politycznych, jako że nominacja nowego premiera nie była z nimi konsultowana. Jeszcze tego samego dnia w Kinszasie ponownie wybuchły antyrządowe protesty przeciwko wydłużeniu władzy przez prezydenta Kabilę, w których zginęło 40 osób. Pod ich wpływem, pod patronatem episkopatu, rozpoczęły się nowe negocjacje polityczne. Porozumienie, podpisane 31 grudnia 2016, zakładało przeprowadzenie wyborów prezydenckich do końca 2017 oraz powołanie na urząd szefa przejściowego rządu kandydata wskazanego przez opozycję. Potencjalnym kandydatem był Étienne Tshisekedi, który jednak zmarł 1 lutego 2017. Po jego śmierci, w UDPS doszło do rozłamu na tle obsady głównych stanowisk funkcyjnych, wskutek czego Bruno Tshibala wystąpił z partii.
Z powodu zamieszania w szeregach opozycji i obstrukcji prezydenta implementacja porozumienia politycznego przeciągała się. 28 marca 2017 w Kinszasie doszło do kolejnych antyrządowych protestów. Wznowione zostały kolejne negocjacje polityczne, które jednak załamały się, również przedstawiciele kościoła katolickiego wycofali się z rozmów. Jednak 5 kwietnia 2017 prezydent Kabila jednostronnie ogłosił zamiar powołania nowego szefa rządu w ciągu 48 godzin. 6 kwietnia 2017 premier Badibanga podał się do dymisji, a dzień później prezydent, bez porozumienia z największymi partiami opozycji, powołał na ten urząd Bruno Tshibalę, który objął urząd 18 maja 2017